# ギヤースッディーン・マフムード
ギヤースッディーン・マフムード（? - 1212年）は、アフガニスタンを支配したゴール朝の第8代スルターン（在位：1206年 - 1210年）。

## 生涯
父は第6代スルターンのギヤースッディーン・ムハンマド。父の死後、スルターン位は叔父のシハーブッディーンが継いでゴール朝はインド北部にまで勢力を拡大して全盛期を迎えたが、その叔父が1206年に死去したため、後を継いだ。ところが叔父が在位4年で急死したために体制が整っておらず、若年のマフムードでは歴戦の宿将らを統制することはかなわなかった。
このため、叔父からインド統治を任されていたアイバクをはじめ、ケルマンやガズナを支配していたタージ・ウッディーン・イルディス、ムルタンで勢力を誇るナースィル・ウッディーン・カバーチャらが自立してしまい、ゴール朝の領土は著しく縮小した。
マフムードはアイバクの自立を認める一方で、他の両名を討伐しようとしたが果たせず、1212年に暗殺された。刺客はアイバク、あるいは父時代からの敵対国であるホラズム・シャー朝によるものともいわれる。
子のバハー・ウッディーン・サーム3世が後を継いだが、その後のゴール朝では内紛が相次いで急速に衰退する。